# Amitabh Bachchan
Amitabh Bachchan (* 11. října 1942 Iláhábád) je indický herec, známý především rolemi v akčních filmech. Jeho otcem byl básník Harivansh Rai Bachchan, matkou aktivistka Teji Bachchan. Svou filmovou kariéru zahájil v roce 1969 jako vypravěč ve filmu Bhuvan Shome. První hereckou roli dostal téhož roku ve filmu Saat Hindustani. V roce 2013, ve svých 70 letech, zažil svůj hollywoodský debut, ve filmu Velký Gatsby. Během své kariéry získal řadu ocenění, včetně čtyř Národních filmových cen za nejlepšího herce. Hrál ve více než 175 bollywoodských filmech.